# Qilakitsoq

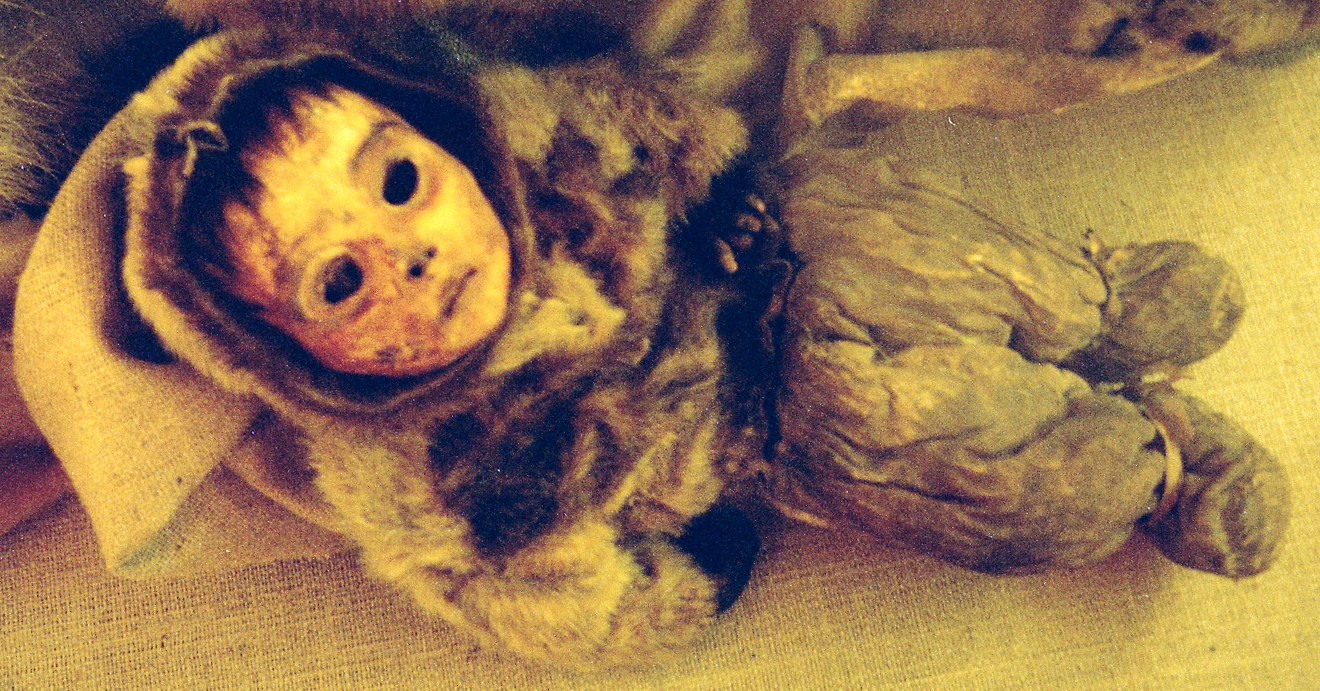
Uma das múmias encontradas em Qilakitsoq

Qilakitsoq é um assentamento e sitío arqueológico do povo inuit na costa oeste da Groelândia e que foi descoberto nos anos 1970 por 2 caçadores,revelando a localização de 2 tumbas contendo 8 múmias no total,6 mulheres de diferentes idades,1 criança e um bebê de 6 meses.
Quatro das múmias encontradas em 1972 estão em exibição no Museu Nacional da Gronelândia.

## Descoberta das tumbas e local de Sepultamento
Foram 2 caçadores que durante uma de suas caçadas encontraram um arranjo singular de pedras aflorando num rochedo sob a neve,movidos pela curiosidade deslocaram o monte de pedras revelando a entrada de uma tumba com os corpos de pessoas mumificadas recobertos com peles de rena e foca,logo após a  descoberta comunicaram o achado as autoridades que iniciaram o reconhecimento dos restos humanos.O local do sepultamento dos mortos era uma reentrância em um rochedo que serviu como abrigo da neve e da umidade que com as baixas temperaturas foram preservados naturalmente.Um bebê de 6 meses foi encontrado mumificado e em excelentes condições entre as demais múmias.

## Datação e as Múmias
Exames foram realizados nas tumbas e múmias e o assentamento foi datado a partir do ano 1475 d.C.,havia uma mulher idosa entre os mortos,com lesões pelo corpo principalmente nos ossos como os raios x mostraram nos exames o que provavelmente limitou seu deslocamento em vida causando algum tipo de deficiência física,além de uma mulher mais jovem com tatuagens no rosto,uma indicação da tribo a qual pertencia enquanto o bebê de 6 meses poderia ter sido introduzido ainda vivo na tumba caso sua mãe estivesse entre os mortos já que era uma prática comum entre os povos inuits.